# Владимировка (Павлодарская область)
Владимировка (каз. Владимировка) — исчезнувшее село в Иртышском районе Павлодарской области Казахстана.

## Географическое положение
Располагалось в 75 км к юго-западу от села Иртышск.

## Население
По переписи 1926 году в селе проживало 142 человека. Село населяли немцы, исповедовавшие лютеранство.

## История
Село Владимировка основано в 1912 году немцами-переселенцами с Поволжья.